# Église Saint-Sauveur des Angles
Pour les articles homonymes, voir église Saint-Sauveur.
L'église Saint-Sauveur des Angles est une église romane en ruines située aux Angles, dans le département français des Pyrénées-Orientales.

## Historique
Elle est consacrée en 1116 par Richard de Millau, archevêque de Narbonne, après la reconnaissance de sa juridiction sur le Capcir et le Donezan par Bernat Guillem, dernier comte de Cerdagne.
L'essentiel des pierres ont été réutilisées pour la construction et l'agrandissement de l'église paroissiale Saint-Michel dans les années 1860. Il ne reste de l'église qu'un « amas de pierres informe » au nord du village.
Le mobilier de l'ancienne église a aussi été transporté dans la nouvelle, en particulier son retable de l'Épiphanie, classé monument historique au titre objet depuis 2000.
En 2013, seule la base de l'abside est encore visible, dominant la route de Formiguères, à flanc du Serrat del Rigal, à 400 m au nord-est de l'église Saint-Michel et sensiblement à même altitude.